# Richard Turstin
 (septembre 2022).

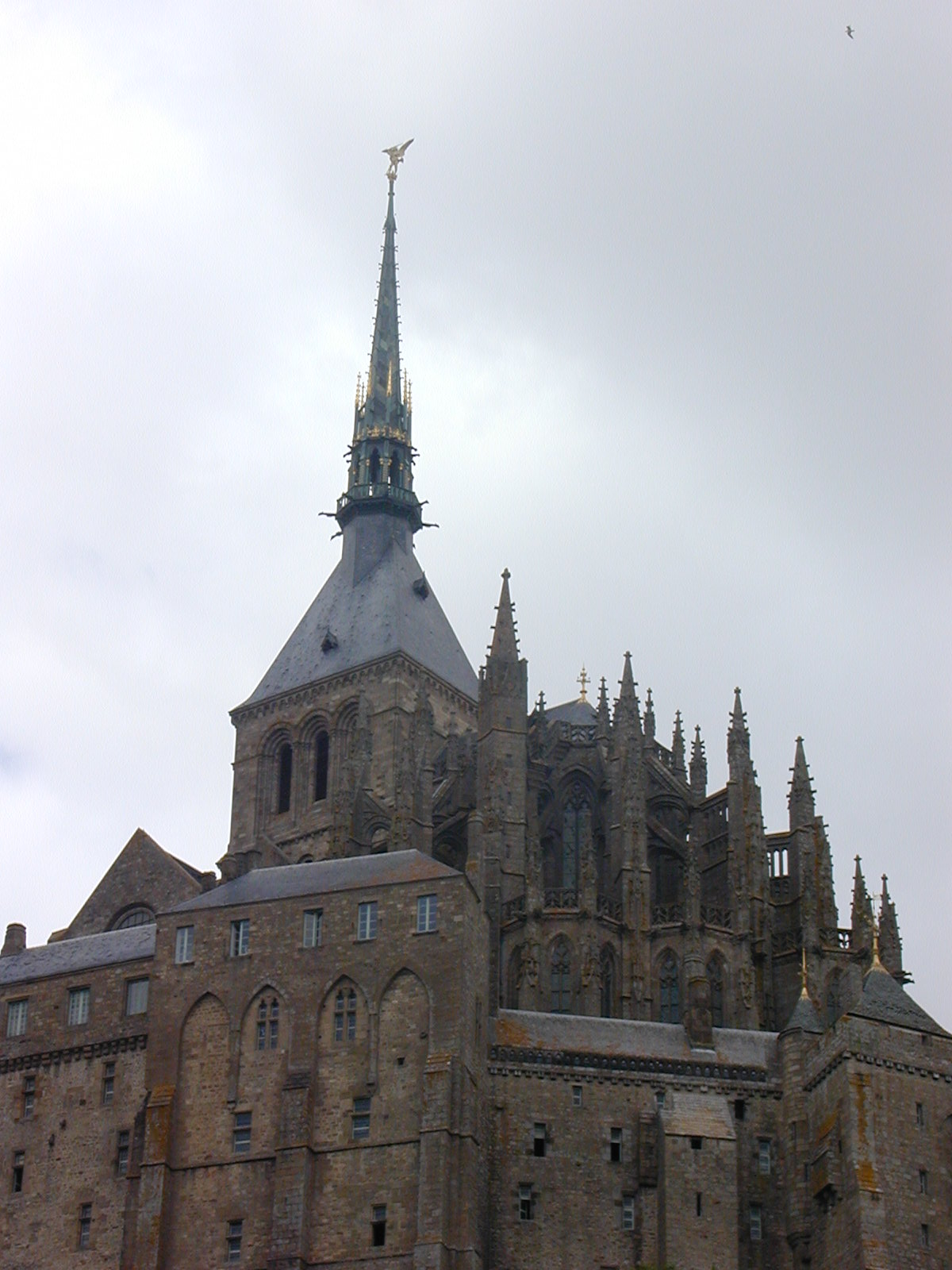
L’abbaye du Mont Saint-Michel.

Richard Turstin, né au XIIe siècle et mort le 20 juillet 1263, est un bénédictin français, vingt-deuxième abbé du Mont Saint-Michel, de 1236 à 1264.
Du temps du duché de Normandie, Guillaume le Conquérant n’avait pas hésité à usurper les droits des moines leur permettant, selon la règle de saint Benoit, d’élire leur abbé, règle que le duc de Normandie Richard le Bon avait pourtant sanctionnée lorsqu’il avait refondé le monastère. La Normandie devenue française, ce fut au tour des évêques de tenter d'empiéter sur ces droits. L’élection de Raoul des Iles avait été marquée par un incident lorsque Guillaume d’Otteillé, évêque d’Avranches tenter de s’immiscer dans les délibérations. Le nouvel évêque d’Avranches devait trouver un plus rude adversaire et un rival plus inflexible dans le moine que les religieux firent sortir de leurs rangs pour recueillir l’héritage du précédent abbé.
Richard Turstin, désirant briller dans les solennités religieuses de l’éclat dont les évêques y étaient entourés, obtint, pour lui et ses successeurs, du pape Alexandre IV, le droit de porter la mitre, l’anneau, la tunique, la dalmatique, les gants et les sandales, ces symboles de l’épiscopat ; il pouvait encore, d’après la bulle qui lui transmettait ces privilèges, bénir les autels, consacrer les ornements ecclésiastiques, administrer la tonsure et les ordres mineurs, donner solennellement la bénédiction.
Profitant des sentiments favorables dont le souverain pontife était animé pour le monastère du Mont Saint-Michel, Richard Turstin le fit supplier d’affranchir son couvent des rigides statuts composés par Grégoire IX, et sous l’austérité desquels ce pape avait espéré corriger la licence qui s’était glissée parmi les religieux. Il réclama également, pour lui et pour son prieur claustral, la faculté de relever les irrégularités, et de révoquer les suspensions. Une bulle expresse, du 3 juin 1253, fit droit à sa requête.
Enorgueilli des succès qui donnaient une si éclatante satisfaction à la magnificence de ses goûts, Turstin s’empressa d’acquérir les signes extérieurs de ses nouveaux privilèges. Sa fierté fut si grande lorsque, le front paré d’une mitre chargée de perles et ruisselante de pierreries, il vit la multitude se courber avec respect sous sa main, qu’il ne se contenta plus de donner les bénédictions dans les offices, mais qu’il les répandit avec une prodigalité si affectée sur les places publiques, dans les villes et dans les châteaux, que l’évêque d’Avranches, et plusieurs autres prélats, protestèrent énergiquement auprès du pape, et en obtinrent un décret apostolique dont les prohibitions générales restreignaient, pour les abbés, la bénédiction à la fin de la messe, des vêpres et des laudes, et le droit de tonsure aux religieux et aux séculiers de leur juridiction ecclésiastique. Sensible à ce revers, mais voulant au moins étendre un voile d’ostentation sur cet échec, Turstin se hâta d’obtenir une nouvelle consécration pontificale des droits qui lui étaient maintenus, et de les exercer avec toute la solennité possible.
Turstin employa ce faste d’une manière beaucoup plus féconde dans l’érection des bâtiments que lui doit le monastère. La salle capitulaire élevée au sud du cloître, avec lequel elle était en communication, fut édifiée par ses ordres. Il fit aussi construire la Belle-Chaise, monument dont la Salle des Gardes, aux lancettes ogivales, et la belle porte surmontée de trois niches trifoliées, méritent toute l’attention. Cette porte, entrée principale du Mont Saint-Michel s’offre complète aux regards dès que l’on en a franchi les premiers degrés.
Enfin, Turstin fit commencer le corps-de-logis joignant au sud à cet édifice. Le Neustria Via attribue même l’achèvement du cloitre, auquel il dut certainement faire travailler, ne fût-ce que pour raccordement de la galerie méridionale avec le bâtiment du chapitre. Ces constructions furent spécialement poussées avec ardeur en 1257. On lui doit également la construction de la « Tour du Nord » (1255-1260).
L’année précédente, saint Louis, de retour d’Égypte, où ses premiers succès s’étaient effacés dans un désastre, vint visiter le Mont Saint-Michel. Il fieffa aux religieux la terre de Saint-Jean-le-Thomas et une forêt voisine, pour la somme annuelle de 218 livres. Il permit, de plus, à l’abbé de transporter au bourg de Genêts les foires qui se tenaient au Mont Saint-Michel le jour des Rameaux, et la troisième férie après la Pentecôte.
La magnificence de Turstin ne tarda cependant pas à produire les mêmes résultats que dans le passé : l’observance perdit de sa rigidité et les religieux, s’affranchissant des liens de la discipline, se laissèrent emporter par l’entrainement de leurs penchants vers les désordres de la vie séculière. Leurs dispositions n’en devinrent que plus hostiles à leur abbé. La mésintelligence fut bientôt si flagrante, que l’intervention d’un juge devint nécessaire.
Un bref du pape chargea l’évêque d’Avranches de trancher cette affaire. L’abbé et quatre religieux comparurent devant lui, mais sans succès. Ce désaccord ne fut pas soumis plus efficacement d’abord au jugement de l’archevêque, ensuite à l’arbitrage de cardinaux délégués par le pape. Le souverain pontife, fatigué du retentissement de ces débats, enjoignit, par bulle expresse, à Guillaume de La Haye, religieux de l’ordre des frères prêcheurs, et à Jean de Saint-Léonard, religieux de l’ordre des frères mineurs, de se transporter dans le monastère du Mont Saint-Michel, d’en examiner les constitutions, de les maintenir ou de les modifier, enfin, de terminer les difficultés par une solution définitive.
Guillaume et Jean remplirent leur mission avec le plus grand zèle : après avoir tout consulté et tout vu, ils suppléèrent à l’insuffisance des constitutions de l’abbaye par quelques règlements nouveaux, enfin, ils obtinrent la réconciliation de l’abbé et de ses religieux. La communauté trouva une nouvelle source de prospérité dans la concorde des moines et de leur pasteur.
Les économies que réalisèrent leurs efforts permirent d’acquérir, en 1261, les prévôtés, corvées et services que Robert et Geoffroy, seigneurs de Brion, avaient en Ardevon, les Pas, Beauvoir, Huisnes, Curey et Brée ; ils développèrent, l’année suivante, les possessions d’un prieuré que le monastère possédait dans le diocèse d’Angers.
Ce dévouement aux intérêts de son abbaye ne cessa plus d’animer Turstin jusqu’aux derniers pas de sa carrière. De son lit de mort, il porta aux pieds d’Urbain IV des plaintes contre Hamon Fichet et plusieurs ecclésiastiques bretons, de la part desquels les prieurés de Rocquillard et du Mont-Dol avaient essuyé des usurpations et il obtint de ce pontife, par l’entremise de l’official de Dol, le redressement de ces griefs.
À sa mort, son corps reçut les honneurs funèbres dans l’église abbatiale, au bas de la nef.